# Paul Landois
Paul Landois fue un autor dramático francés del siglo XVIII
Se sabe poco sobre la vida de este oscuro escritor, considerado como el inventor de un género teatral intermedio, que llamó «tragedia burguesa», y que fue adoptado por La Chaussée, Diderot, Beaumarchais, y finalmente por los dramaturgos del siglo XIX.
Escribió algunas piezas, de las cuales una, titulada Silvie, en un acto y en prosa, fue representada por los actores de la Comedia Francesa en 1741.
Es igualmente autor, bajo el signo de «R», de más de cien artículos sobre pintura y artes en la Enciclopedia de Diderot y de d'Alembert.